# منتخب جزر المالديف للكريكت
منتخب جزر المالديف الوطني للكريكت هو ممثل المالديف الرسمي في المنافسات الدولية في الكريكت .